# Austrochilus melon
Austrochilus melon is een spinnensoort uit de familie Austrochilidae. De soort komt voor in Chili.